# Paul Åberg (meteorolog)
Paul Ernst John Åberg, född 6 september 1932 i Bollnäs församling i Gävleborgs län, är en svensk militärmeteorolog.

## Biografi
Efter filosofie kandidat-examen blev Åberg militärmeteorolog i flygvapnet med fänriks tjänsteklass 1955. Han tjänstgjorde vid Svea flygflottilj från 1955, erhöll löjtnants tjänsteklass 1957, erhöll kaptens tjänsteklass 1963, erhöll överstelöjtnants tjänsteklass 1973, tjänstgjorde vid Skånska flygflottiljen från 1973. Han blev förste stabsmeteorolog i Meteorologkåren 1983 och överste i samma kår 1984. Åren 1983–1992 tjänstgjorde Åberg vid Flygstaben: som chef för Forskningsdetaljen vid Vädertjänstplaneringsavdelningen 1983–1984, som chef för Vädertjänstplaneringsavdelningen 1984–1988 och som chef för Vädertjänststudieavdelningen 1988–1992.